# Marco Kloss
Marco Kloss (Pseudonym: Gabriel Winter, * 25. Dezember 1973 in Marl) ist ein deutscher Schlagersänger.

## Leben
Kloss begann 1990 seine Karriere als Sänger, nachdem er an einer Talentshow auf dem Bochumer Rathausmarkt teilnahm. Er gewann diese mit einem selbstgeschriebenen Lied. Später gewann Kloss den Alsterradio-Talentwettbewerb in Hamburg und nahm seine erste Single-CD Frag nicht dein Horoskop mit dem Hamburger Produzenten Peter Sebastian auf.
Sein erstes Album Träume die Träume erschien Anfang 1997 und enthielt 18 Titel. Unter anderem war eine Hymne eingespielt worden, die Kloss seinem Lieblingsclub FC Schalke 04 zum Gewinn des UEFA-Cup widmete. Ein Jahr später folgten diverse Fernsehauftritte, unter anderem in der ZDF-Hitparade in Berlin mit dem Lied Weil du die Liebe bist my Love.
2000 trennte er sich von seinem Entdecker Peter Sebastian und Toi toi toi Records. Er wechselte danach zur deutschen Plattenfirma Sound Around Music, von der er sich aber kurz darauf wieder trennte und bei EMI unter Vertrag genommen wurde. Dort erschien 2001 die Single Hallo Baby, die Platz 18 der Deutschen Schlagercharts, sowie Platz 19 der Deutschen Airplay Charts erreichte. Im gleichen Jahr war Kloss, nach zweijähriger Pause, zu Gast bei verschiedenen Fernsehsendungen.
Im Jahr 2002 etablierte sich Marco Kloss immer mehr als Produzent. 2003 gründete er die Band Los Coyotos, mit der er gemeinsam mit seinen langjährigen Mitstreitern Atta Brenner, Wilson, Karlson und André Kramer in nur sechswöchiger Produktionszeit das Album Meine Frau hat’s verboten produzierte.
Nachdem sein eigenes Label Hömmma-Records (benannt nach der ruhrdeutschen Interjektion „Hömma“ / „Hör mal“) sich zur Hömmma-Media Group entwickelt hatte, wurde im Jahr 2004 das zweite Album veröffentlicht, welches in Eigenregie produziert wurde. Noch im gleichen Jahr lernte er den Produzenten Hermann Niesig kennen, der mit ihm den Titel Du hast gewärmt wie alter Whisky produzierte.
Seit 2005 promotet er seine Titel im Mega-Park auf Mallorca, im gleichen Jahr erschien das Album Es ist an der Zeit.
Für Allessa schrieb Marco die Texte Jeder Anfang ist schwer, Der Himmel weint heute Nacht und Dieser Abschied ist kein Ende, mit dem Titel Der Himmel weint heute Nacht erreicht Allessa Platz 17 der Airplay Charts. Marco schrieb fast ausschließlich alle Texte des Albums Küss mich von Nic, des Weiteren sang er auch die Chöre. 2008 veröffentlichte Marco seinen Titel Du hast gewärmt wie alter Whisky neu, doch trotz Chart Entry trennten sich die Wege von Marco und der Firma Emi Electrola. Im Jahr 2009 stieg Freund und Kollege Frank Chagall bei Hömmma Records ein. Am 18. Dezember 2009 fand Marco Kloss’ drittes Live-Konzert in der Vest Arena in Recklinghausen statt.
Marco Kloss produzierte, schrieb und komponierte das Bata-Illic-Album Träumen kann ich nur in deinen Armen. Als Autor ist Marco Kloss auch unter dem Pseudonym Gabriel Winter aktiv. So schrieb er unter anderem gemeinsam mit Hit-Produzent Michael Dorth Titel wie Sommer 65 gesungen von den Amigos.

## Diskografie (Auswahl)
- 1994 Frag nicht Dein Horoskop
- 1995 Ja soll das alles schon gewesen sein?
- 1996 Rocky Remix ’96
- 1997 Träume die Träume
- 1997 Blau und Weiss sind uns’re Farben – Maxi-CD Promo
- 1998 Weil Du die Liebe bist, My Love
- 1998 Du bist das Licht
- 1999 Das geht mir alles so am Arsch vorbei
- 2000 Ich zieh die Arschkarte
- 2001 Pflaumenpolka – gemeinsam mit Oliver Frank
- 2001 Du hast mir den Tag versaut
- 2001 Hallo Baby
- 2002 Der Typ neben ihr
- 2003 Meine Frau hat’s verboten
- 2004 Du hast gewärmt wie alter Whisky
- 2004 Erna Schabulski
- 2005 Mona Lisa
- 2005 Ich sterbe nicht nochmal
- 2007 Hello Mister DJ
- 2007 Hier ist Endstation
- 2007 Wär ich so cool
- 2007 Ein schneeweißes Schiff
- 2007 Das Meer ist kein Meer mehr
- 2008 Du hast gewärmt wie alter Whisky 08
- 2008 Du bist mein Stern
- 2009 Doch es tut weh
- 2009 Ich hab zwei neue Freunde
- 2009 Sie liebt mich immer noch
- 2009 Fräulein Unbekannt
- 2010 Zweite Wahl
- 2011 Das ganz große Glück
- 2011 Ein Diamant
- 2011 Wieso muss Liebe immer weh tun
- 2012 Auf einer Insel sein
- 2012 Masterplan
- 2013 Nur einmal
- 2013 Meinetwegen schick mich in die Hölle
- 2013 Im Winter Rote Rosen
- 2014 Viele Grüße aus Malle
- 2014 Ein Königreich für deine Liebe
- 2015 Es wird rote Rosen regnen
- 2015 Verdammt und dann stehst du im Regen (Duett mit Marta Rosinski)
- 2016 Das geht mir alles so am Arsch vorbei RMX 2016
- 2016 Ein bisschen wie Venedig
- 2016 Alles nur geklaut (Duett mit Willi Herren)
- 2017 Tief in der Nacht (Fox-Mix)
- 2017 Viertel vor Glück